# کیلینچی
کیلینچی (به لاتین: Kilinchi) یک منطقهٔ مسکونی در روسیه است که در استان آستراخان واقع شده‌است.